# Estación Ibicuy
Ibicuy es una estación ferroviaria ubicada en el puerto de la localidad de Puerto Ibicuy en la Provincia de Entre Ríos, Argentina. 
Se halla fuera del casco urbano, a 2,5 km aproximadamente de la Estación Holt. 
Hasta 1977, cuando fue inaugurado el Complejo Ferrovial Zárate-Brazo Largo, en esta estación se realizaba el embarque y desembarque de los trenes en ferry-boat hacia la ciudad de Zárate, provincia de Buenos Aires.

## Servicios
La estación corresponde al Ferrocarril General Urquiza de la red ferroviaria argentina.
No presta servicios de pasajeros. Solo se encuentra con movimientos de cargas a cargo de la empresa estatal Trenes Argentinos Cargas.